# Vilsbiburg
Vilsbiburg ([fɪlsˈbiːbʊʁk], regionalmente chiamato anche: Vib [fɪb]) è un comune tedesco di 12 203 (2019) abitanti, situato nel land della Baviera.